# Ymkje Clevering
Ymkje Clevering (Haulerwijk, 17 de julio de 1995) es una deportista neerlandesa que compite en remo.
Participó en dos Juegos Olímpicos de Verano, obteniendo dos medallas, plata en Tokio 2020 (cuatro sin timonel) y oro en París 2024 (dos sin timonel).
Ganó cuatro medallas en el Campeonato Mundial de Remo entre los años 2019 y 2023, y diez medallas en el Campeonato Europeo de Remo entre los años 2017 y 2025.

## Palmarés internacional
| Juegos Olímpicos   | Juegos Olímpicos         | Juegos Olímpicos  | Juegos Olímpicos   |
| Año                | Lugar                    | Medalla           | Prueba             |
| ------------------ | ------------------------ | ----------------- | ------------------ |
| 2020               | Tokio (Japón)            | Medalla de plata  | Cuatro sin timonel |
| 2024               | París (Francia)          | Medalla de oro    | Dos sin timonel    |
| Campeonato Mundial |                          |                   |                    |
| Año                | Lugar                    | Medalla           | Prueba             |
| 2019               | Ottensheim (Austria)     | Medalla de plata  | Cuatro sin timonel |
| 2022               | Račice (República Checa) | Medalla de plata  | Dos sin timonel    |
| 2022               | Račice (República Checa) | Medalla de plata  | Ocho con timonel   |
| 2023               | Belgrado (Serbia)        | Medalla de oro    | Dos sin timonel    |
| Campeonato Europeo |                          |                   |                    |
| Año                | Lugar                    | Medalla           | Prueba             |
| 2017               | Račice (República Checa) | Medalla de plata  | Ocho con timonel   |
| 2018               | Glasgow (Reino Unido)    | Medalla de bronce | Ocho con timonel   |
| 2019               | Lucerna (Suiza)          | Medalla de oro    | Cuatro sin timonel |
| 2020               | Poznań (Polonia)         | Medalla de oro    | Cuatro sin timonel |
| 2021               | Varese (Italia)          | Medalla de oro    | Cuatro sin timonel |
| 2022               | Múnich (Alemania)        | Medalla de bronce | Dos sin timonel    |
| 2022               | Múnich (Alemania)        | Medalla de bronce | Ocho con timonel   |
| 2023               | Bled (Eslovenia)         | Medalla de plata  | Dos sin timonel    |
| 2025               | Plovdiv (Bulgaria)       | Medalla de oro    | Cuatro sin timonel |
| 2025               | Plovdiv (Bulgaria)       | Medalla de plata  | Ocho con timonel   |